# سيطرة على حجيرات الاقتراع
يعرف التهديد بوجود قنبلة بوجه عام على أنه تهديد، لفظي عادة أو كتابي، لتفجير مادة متفجرة أو جهاز حارق للتسبب في حدوث ضرر في ممتلكات ما أو الوفاة أو إصابات، سواء أكان ذلك حقيقيًا أم مجرد تهديد. ويتم تقديم هذه التهديدات عادة عن طريق الهاتف، أو أي وسيلة اتصال أخرى، وتعد الغالبية العظمى من مثل هذه التهديدات سلوكيات معتلة اجتماعيًا [بحاجة لمصدر]، تهدف إلى إحداث اضطرابات بغرض الانتقام، أو كمقلب، وليست تحذيرات تنطوي على أدوات تفجيرية حقيقية.[بحاجة لمصدر].
وعادة ما تفرض القوانين الجنائية عقوبات شديدة. فعلى سبيل المثال، تفرض ولاية ماساتشوتش الأمريكية عقوبات تصل إلى 20 عامًا في السجن، وغرامة تصل إلى 50000 دولار أمريكي، فضلاً عن تعويض عن تكاليف التعطل. وفي نيويورك يصنف القانون مثل هذا العمل بأنه "جناية من الفئة E"... وهذا على غرار نشر تهديد بوجود قنبلة موجهة إلى مدرسة في ولاية نيويورك."
وتشمل بعض التعريفات القانونية التهديد باستخدام، أو إطلاق أو وضع عناصر ضارة أخرى، مثل السموم، أو الكائنات الممرضة البيولوجية، أو المواد المشعة، أو حتى الأسلحة الخطيرة (كما يحدث على متن طائرة). وتعزز القوانين الأخرى عقوبات التهديدات الصادرة ضد أماكن أو أشخاص معينة (مثل المنشآت الحكومية أو كبار الشخصيات)، والامتلاك الفعلي لأجهزة أو عناصر ضارة.
وتعد التهديدات الحقيقية بوجود قنبلة، والتي ليست مزاحًا، جزءًا من جرائم أخرى[بحاجة لمصدر]، مثل الابتزاز أو اختطاف الطائرات أو إحراق الممتلكات أو السلب أو الهجوم بالرصاص في المدارس. أما التفجيرات الحقيقية بالقنابل بغرض تخريب الممتلكات أو الإرهاب أو القتل، فإنها غالبًا ما تنفذ دون تحذيرات.
وقد تتخذ السلطات المحلية أو المسؤلون عن المنشأة المستهدفة قرار إخلاء المنطقة أو المبنى، اعتمادًا على مدى الجدية المتصورة للتهديد، واستنادًا إلى نصيحة خبراء تفكيك القنابل. وعندما تتورط منشأة كبيرة، فقد يكون من الصعب للغاية وقد يستغرق الأمر وقتًا طويلاً لضمان عدم وجود أي قنبلة أو جهاز أو مادة خطرة أخرى.
وخلال نزاع أيرلندا الشمالية، استخدمت الجماعات شبه العسكرية كلمات رمزية مرتبة مسبقًا عند التهديد بوجود قنابل، لإضافة الصحة لادعاءاتهم بالتورط. ويتم تحديث الرموز بانتظام وتقدم إلى الشرطة ووسائل الإعلام.